# アース (荒巻義雄 艦隊シリーズ)
アースとは架空戦記『旭日の艦隊』、『紺碧の艦隊』に登場する架空の爆撃機である。
名前はアース神族に由来すると見られる。

## 特徴
元々、ルフトヴァッフェ（Luftwaffe、独逸空軍）は、空軍編成の最大単位を『艦隊』と称しているが、『ドルニエ Do317 アース』はまさに『空の旗艦』として後世第二次世界大戦最大最強を誇る超々重爆撃機である。航続距離に優れたものの、ゲーリング独断で行われた帝都空襲特攻隊の失敗により、その能力を疑問視された『ヨルムンガンド』の後継機として戦線投入された「Do317 A-1」は、米B32と同じプッシュ型ターボプロップ6発超々重爆でありながら、『空中戦艦　富士』同様に航空機用ワルター発動機を用いており、18トンの爆弾積載量と、1万kmの航続距離を誇り、高空を舞う様は戦場における死の翼であり、ロシア攻略戦を始めとした投入戦線で次々と敵陣や後方兵站を灰燼に帰した。
『ユンカース J98 ラウフェイ（Ju 388より改称）』、『Ju 390 ヨルムンガンド』と製造されてきた、独逸戦略空軍機の中でも特異な位置付けであり、機体下部を中心に並みの対空・艦載機関砲では落とせない程の重装甲を持ち、航続距離の長さと巡航速度の高さを両立させ、急降下爆撃機並みの過重機動にも耐えうる機体構造は、日米双方の予想を上回る化け物であった。
その積載量を生かした爆撃能力だけでなく、『海軍艦隊殲滅用特装機』G-1-R2の攻撃能力は、前世日本軍計画機『富嶽』掃射仕様機のみならず、後世B-32デビル隊による高杉艦隊への艦隊殲滅攻撃を上回る苛烈さで、Uボートのパック攻撃と合わさり、旭日艦隊の多くの殊勲艦が海の藻屑となった。
しかし、その代償として、余りの機体重量故に10000メートル以上の滑走距離が必要なため、欧州要塞内に新規で運用基地を建造する事が出来ず、『鉄十字の鎌』の完成によって支配地域となったアフリカ大陸内に運用基地を建造する事となったが、最初期のエチオピア・アジスアベバ近郊の運用基地は旭日艦隊の反攻作戦により配備済みの機体諸共壊滅したが、その後も『秘匿戦略超々重爆』としてギニア要塞基地以外にもアフリカ大陸奥地に運用基地が複数造られた。

## 諸元(アースG-1-R2型)
- 全長:42.8m
- 全幅:57.2m
- 全備重量:155,000kg
- 最大速度:950km/h
- エンジン:BMW028-B
  - 推力:1,800kg ×8※

※片翼3（逆三角形配置）+1の変則配置により、主翼全幅を切り詰め、速度と航続距離の両立が図られている。
- 乗員:11名

### 武装
- 20mm連装機関砲:15基（旋回式）
  - 内訳
  - 掃射用:7基
  - 自衛用:8基

爆弾搭載量:3,000kg
空気抵抗を避けるため、爆弾層を改装して搭載されている7基の砲塔は、ハッチを生かしたまま搭載されているため、閉じる事で巡航速度を爆装型と変わらないまま維持しており、旋回式の掃射用砲塔は米空軍『B-32掃射仕様』のような固定式と違い、戦場におけるあらゆる事態に柔軟に対可能であった。
また、尾部4連装砲塔は遠隔操作式となっており、後部操作室も装甲化されているため、射程の短い機銃による後方攻撃を成功させるのは（敵対者にとって）不可能に近く、そのことも投入戦線での圧倒的猛威を支える要因であった。

### 注記
1. ↑  参考画像：ユンカース Ju 287 V1（模型）

## 劇中での活躍
- 日本武尊撃滅作戦 ラグナロク(神々の黄昏)作戦

照和25年7月、予め地中海第四、第五艦隊を囮として派遣し、それらに釣られた旭日艦隊を仕留めるため、重装甲超重爆撃機「アース」40機が北アフリカのモーリタニア奥地に作られたドイツ空軍秘密基地を飛び立った。
第一、第二飛行団は日本武尊の撃沈、第三、第四飛行団は空母の撃沈を目的に行動する。第三、第四飛行団は道中光武改に絡まれるが、持ち前の30ミリ機関砲で掃射し、多連装噴進弾すら貫徹せずに弾いたこと（実質ティーガーⅡ（ケーニヒスティーゲル）並みの装甲）で撃退。（※撃退できるのは35ミリ高速機関砲と呼ばれる、推定80ミリの王虎の砲塔側面装甲を貫徹できる、艦上対戦車攻撃機「殲鬼」で複数発命中させたときのみである。）
第三、第四飛行団は日本側の前衛艦隊による決死の抵抗でアース18機が撃墜されるも、装甲空母「信長」をはじめとする多数艦艇が30ミリ機関砲の一斉掃射により大破または撃沈など、第一遊撃艦隊に大損害を与えた。
一方、第一、第二飛行団による機銃掃射で日本武尊に対しては軽微な損傷にとどまり、ロ号弾、または三式ロ号弾を用いた砲撃を受けて第一、第二飛行団の20機全機が撃墜されてしまう。
*トリスタンダクーナ島撤収作戦
残存する旭日艦隊殲滅の為に到着した30機のアースが高度10,000メートルから、二段階分裂する超クラスター爆弾（通称：「2D爆弾」）を投下し、炸裂する際の海上、海中の騒音を合図にUボートの群れが旭日艦隊に対して雷撃を行い、航空戦艦「謙信」、防空軽空母「尊氏」を撃沈することに成功した。

その後、高杉艦隊に編入された旭日艦隊に、アジス・アベバのアース発進基地でもあるドイツ空軍大飛行場を空爆され、多数のアースを失ってしまう。

### メディア毎の相違
原作の挿絵では後退翼の8発機であるがコミック版ではデルタ翼となりエンジンも翼内に収納している。また掃射用機関砲はガトリング砲となった。
また、OVA版では掃射用機関砲に代わってルン型(en)の様にロケット弾を胴体後部上方から、ロケット推進式魚雷を爆弾倉から発射して日本艦隊を血祭りに挙げた。